# Klaas van der Eerden
Klaas van der Eerden (Amsterdam, 28 juli 1975) is een Nederlands cabaretier en televisiepresentator en voormalig radio-sidekick.

## Loopbaan
Klaas van der Eerden mocht na het Montessori Lyceum Amsterdam van zijn ouders naar de Kleinkunstacademie. Ze raadden het hem zelfs aan, maar hij besloot Personeel en Arbeid te studeren en hij maakte die studie ook af.
Nadat hij in 1998 was afgestudeerd, won hij de Gong-show in het stand-upcomedycafé Toomler. Hij besloot het dan maar een jaartje als cabaretier te proberen en schreef zich zelfs in voor het Amsterdams Kleinkunst Festival. Hij won zowel de Wim Sonneveldprijs als de publieksprijs. In 2000 kwam hij met zijn eerste voorstelling, Extreem!. Daarna volgden andere voorstellingen, getiteld: Mix, Schaap en Wortels. Vanaf september 2009 was hij met zijn nieuwe voorstelling Schwalbe te zien. In zijn cabaretshows maakt hij gebruik van onder andere liedjes, instrumenten, beatbox, geluidseffecten, typetjes, melancholie en zelfspot.
Behalve zijn cabaretshows was Van der Eerden nog te zien bij improcabaretgroep Op Sterk Water, tot hij het te druk kreeg met zijn eigen shows. Ook is hij regelmatig op televisie te zien, onder andere als presentator van Het Klokhuis en VARA Laat. Vanaf februari 2009 is hij medepresentator van het RTL 5-programma Wipeout en van september 2009 t/m november 2009 was hij te zien in een nieuw improvisatieprogramma van BNN, getiteld De Badgasten. In 2014 vervangt hij Thomas van Luyn in het amusementsprogramma In goed gezelschap. In 2015 deed hij mee aan Expeditie Robinson. In 2016 deed hij mee aan It Takes 2, hij viel daar als tweede af. Van der Eerden werd in 2016 presentator van het televisieprogramma Chef in je oor. In het voorjaar van 2019 was Van der Eerden met zijn gezin te zien in het RTL 4-programma Groeten uit 19xx. Later dat jaar was er een aflevering met Van der Eerden te zien van het EO-programma De Kist. Van 2018 t/m 2021 was Van der Eerden op vrijdagavond te horen als sidekick in het programma van Weekend Wietze van Wietze de Jager op Radio 538. Vanaf januari 2022 tot en met mei 2023 was Van der Eerden samen met Wietze de Jager elke werkdag van 6:00 tot 10:00 uur te horen op Radio 538. Op 12 april 2023 kondigde De Jager en Van der Eerden aan te stoppen met de ochtendshow.
Van september 2024 tot en met mei 2025 zal Van der Eerden terugkeren in theaters door het hele land met een nieuwe cabaretshow getiteld Blijven drijven.

## Cabaretprogramma's
- 1999: Klaas Komt Vaak (Amsterdams Kleinkunst Festival)
- 2000-2002: Extreem!
- 2002-2004: Mix
- 2004: C3
- 2005-2006: Schaap
- 2007-2009: Wortels
- 2009-2010: Schwalbe
- 2011-2012: Breedbeeld
- 2012-2014: Sixpack
- 2024-2025: Blijven drijven

## Televisie
- Het Klokhuis - NPS, 2000 t/m 2005
- VARA Kindersongfestival - VARA, 2002
- Zaal Hollandia - NPS, 2002
- Kinderen voor Kinderen 23 - VARA, 2002
- Kinderen voor Kinderen 24 - VARA, 2003
- Kinderen voor kinderen 25 - VARA, 2004
- Sinterklaasjournaal - NTR, 2003 (verslaggever)
- VARA Laat - VARA, 2004
- Help! Ik krijg een baan - RTL 5, 2007
- Wat nu?! - VARA, 2007
- Wipeout - RTL 5, 2009 t/m 2011
- De Badgasten - 2009 BNN
- Rijk met je rekening - RTL 5, 6 december 2009
- Wat vindt Nederland? - RTL 4, 2010 (deelnemer)
- In goed gezelschap - VARA, 2014
- Alles mag op vrijdag - RTL 4, 2014 (deelnemer)
- Expeditie Robinson - RTL 5, 2015 (deelnemer)
- Foute Vrienden (RTL) - 2015-2019
- Chef in je oor (AVROTROS) - 2016-2017
- CupCakeCup (AVROTROS) - 2016-2022
- Ruben en de idioten (AVROTROS) - 2016-2017
- Big Fish Klaas (AVROTROS) - 2017
- Neem je zwemspullen mee (AVROTROS) - 2017
- Switch (AVROTROS) - 2018[5]
- De Gordon tegen Dino Show (SBS6) - 2019 (deelnemer)
- Mars tegen Venus (Net5) - 2019 (deelnemer)
- Britt's Beestenbende (AVROTROS) - 2019 (deelnemer)
- De Kist (EO) - 2019 (gast)
- De Faker (AVROTROS) - 2020-2021
- Beat the Champions (RTL 4) - 2021 (deelnemer)
- De Dansmarathon (SBS6) - 2021
- Code van Coppens: De wraak van de Belgen (SBS6) - 2021 - deelnemers-duo met Fien Vermeulen
- Hunted VIPS (AVROTROS) - 2021 - deelnemers-duo met Dennis Weening
- Dit Is Mijn Huis (SBS6) - 2022 (panellid)
- Think Inside the Box (SBS6) - 2022 (deelnemer)
- De Bierkalender: Aftellen naar kerst (Viaplay) - 2022
- Alles is Muziek (RTL 4) - 2023 (deelnemer)
- Het Jachtseizoen (SBS6) - 2023 (deelnemers-duo met Wietze de Jager)
- DNA Singers (RTL 4) - 2023 (eenmalig panellid)
- The Big Bang (SBS6) - 2023 (deelnemers-duo met Pepijn Gunneweg)
- Onzin (HUMAN) - 2023 (teamcaptain)
- Oh, wat een jaar! (RTL 4) - 2023 (deelnemer)
- Praat Nederlands met me (RTL 4) - 2024 (deelnemer)
- 30 Seconds (SBS6) - 2024 (teamcaptain)
- Wat een Dag! (RTL 4) - 2024 (deelnemer)